# The Fox and The Crow
The Fox and The Crow (auch: The Fox & the Crow, dt. Der Fuchs und die Krähe) ist der Titel einer in den 1940er Jahren im Auftrag der Columbia Pictures produzierten Reihe von Zeichentrick-Kurzfilmen, sowie mehrerer auf diesen Zeichentrickfilmen basierender Comicserien.

## Cartoons

### Inhalt
Der erste Film handelt von den Versuchen eines eher dümmlichen Fuchses (The Fox), einige Trauben zu ergattern, wobei ihm immer wieder eine fiese Krähe (The Crow) einen Strich durch die Rechnung macht, indem sie ihn durch fiese Tricks am Bekommen der ersehnen Früchte hindert.

### Produktion und Veröffentlichung
Der erste Cartoon zu The Fox & the Crow wurde 1941 unter der Regie von Frank Tashlin produziert. Verantwortlich für diesen ersten Film der Reihe, der den Titel The Fox & the Grapes trug, war das The Screen Gems Studio, ein der Produktionsgesellschaft Columbia Pictures zugehöriges Studio das auf die Herstellung von Zeichentrickfilmen spezialisiert war. Der Film kam am 5. Dezember 1941 in die US-Kinos. Sechs Monate später folgte ein zweiter Film, insgesamt wurden circa zwei Dutzend Filme der Reihe produziert und mit der Zeit wurde The Fox and the Crow zum größten Erfolg des Screen Gems Studios. 
Nach dem Weggang von Tashlin, der bereits nach dem ersten Film zu Warner Brothers wechselte, wo er an Serien wie Schweinchen Dick oder Daffy Duck arbeitete, übernahm Bob Wickersham die künstlerische Leitung der Produktion der „The Fox and the Crow“-Cartoons. Wickersham wählte inhaltlich einen vollständig anderen Ansatz als Tashlin: Der Fuchs wurde bei ihm zu einem Einzelgänger der lediglich seine Ruhe haben wollte, die die aufdringliche und linkische Krähe ihm nicht gönnen wollte. 
1948 wurde die Produktion der „The Fox & Crow“-Cartoons der von Steven Bosustow geleiteten eigenständigen Produktionsfirma UPA übertragen. Columbia sah sich zu dieser -Maßnahme veranlasst, nachdem sich chronische Schwierigkeiten bei der Aufrechterhaltung einer hinreichenden Belegschaftsstärke in den firmeneigenen Cartoon-Studios eingestellt hatten. Die von Bosustow produzierten Cartoons (Robin Hoodlum, 1948 und The Magic Fluke, 1949), bei denen John Hubley Regie führte, wurden in einem avantgardistischen neuen Zeichenstil gestaltet der bei den Verantwortlichen vom Columbia zunächst auf Missstimmung stieß, die sich jedoch verflüchtigte, nachdem beide Filme für den Oscar in der Kategorie Bester Cartoon nominiert wurden. Infolgedessen wurde das The Screen Gems Studio geschlossen und fortan als Columbia-Cartoons von UPA produziert.
Da UPA jedoch keine Neigung zeigte, die Konkursmasse eines „gescheiterten Studios“ weiterzuführen und sich stattdessen lieber auf seine eigenen Schöpfungen wie Mister Magoo konzentrieren wollte, wurde nur noch ein einziger The Fox and the Crow-Cartoon (Punchy de Leon) hergestellt, der 1950 in die Kinos kam. Dieser Film, bei dem erneut Hubley Regie führte, war der letzte The Fox and the Crow-Film überhaupt.

## Comics
1945 lizenzierte der US-amerikanische Verlag DC-Comics von Columbia Pictures das Recht, eine Comicadaption zu The Fox and The Crow zu veröffentlichen. 

### Autoren
Der wichtigste Autor der über einen Zeitraum von mehr als 20 Jahren (1945–1968) erscheinenden Comicgeschichten zu The Fox and The Crow war der Amerikaner Jim Davis, der aufgrund der Namensgleichheit mit dem Schöpfer der berühmten Comic-Katze Garfield häufig mit jenem verwechselt wurde. Unterstützt wurde Davis von den Autoren Hubie Karp und Cecil Beard. 

### Inhalt
Die Comicversion von The Fox and the Crow orientiert sich eng an den von Wickersham produzierten Cartoons. Ausgangspunkt jeder Geschichte ist die brisante Nachbarschaft von Crawford Crow, einem charmanten aber etwas zwielichtigen Hallodri, der in einem mehrstöckigen ausgehöhlten Baum lebt und dem bürgerlichen, gelegentlich übermäßig blasiert daherkommenden, Fauntleroy Fox, dessen Wohnsitz ein nahe Crows Baum gelegenes, hübsches, großes Haus ist.

### Veröffentlichung
Auf dem Höhepunkt ihrer Popularität (1951–1954) erschienen jeden Monat stattliche drei Serien mit Geschichten zu The Fox and The Crow (Comic Cavalcade, Real Screen Comics und die eponyme Reihe The Fox and The Crow).
DC veröffentlichte Geschichten zu TFaTC zunächst in der 1945 neu gestarteten Serie Real Screen Comics, in der die Reihe einen dominanten Part gegenüber den anderen dort abgedruckten Reihen einnahm. Während die Backup-Features Tito & His Burrito und Flippity & Flop je eine Geschichte pro Ausgabe für sich veranschlagen konnten, wurden The Fox and The Crow in jedem neuen Heft zwei bis vier Geschichten gewidmet. Real Screen wurde 1959 in TV Screen Cartoons umbenannt und schließlich, 1961, eingestellt.
1948 wurden The Fox and the Crow schließlich als ein Feature in die ehemalige Superhelden-Serie Comic Cavalcade integriert, die zu dieser Zeit in eine Humor-Serie umgewandelt wurde. Da das Leitthema der Serie „witzige Tiere“ waren, fanden sich in ihr neben dem Fuchs und der Krähe auch Features wie Nusty Squirrel und The Dodo and the Frog. Geschichten zu The Fox and the Crow erschienen in der Serie bis zu ihrer Einstellung 1954. 
1951, knapp ein Jahr nachdem der letzte Cartoon um The Fox and The Crow in die Kinos gekommen war, wurden die Comics in den Mittelpunkt einer eigenen Serie gestellt, die bis 1968 fortgeführt wurde. Langjähriges Backup-Feature innerhalb der Serie war die Reihe The Hounds & the Hare die bis 1965 beibehalten wurde. Nachdem Hound and Hare wegen schwindender Popularität beendet wurde, experimentierte DC mit ständig wechselnden Back-Up-Serie, bis 1967 schließlich mit Ausgabe #95 Stanley and His Monster als neue feste Backup-Serie etabliert wurde. Ungewöhnlicherweise erhielt die Backup-Serie den prominenten vorderen Teil im Heft, während die eigentliche Hauptserie auf die hinteren Seiten verbannt wurde. Diese Tendenz setzte sich fort, indem Stanley und sein Monster erst klein und dann immer größer als Untertitel auf den Titelblättern von The Fox and The Crow vermerkt wurden, während umgekehrt der Schriftzug der auf die eigentlichen Helden der Serie hinwies von Ausgabe zu Ausgabe immer kleiner wurde. Mit Ausgabe #109 vom Mai 1968 wurde der Titel schließlich offiziell in Stanley & His Monster geändert, während The Fox & the Crow aus der Serie verschwand. 
Eine deutschsprachige Ausgabe der Comics erschien von 1972 bis 1974 als Fox und Flax mit 25 Heften im Bildschriftenverlag.